# ТХК (хоккейный клуб)
ТХК (Тверской хоккейный клуб) — российский хоккейный клуб из Твери.

## История
Хронология названий:
- ХК Спартак (Калинин) (1949—1952)[1];
- МВО (Калинин) (1952—1957);
- СКВО/СКА (Калинин) (1957—1961);
- СКА МВО (Калинин) (1961—1990);
- Эгида (Тверь) (1990—1992);
- Марс (Тверь) (1992—1994);
- Звезда (Тверь) (1994—1995);
- ТХК (Тверь)  (1995—2017):
  - ХК МВД (Тверь) (2004—2007);
  - ХК МВД (Балашиха) (2007—2010).

В первенствах СССР город Калинин (Тверь) в основном представлял клуб, образованный на базе команды Дома офицеров и входивший с 1952 по 1990 годы в систему армейского спорта. В 1952—1961 годы он именовался СКВО (команда города Калинина, 1956—1958), 1961—1973 гг. — СКА МВО. В декабре 1963 года команда по ходу чемпионата была расформирован после того, как по официальной версии хоккеисты СКА в гостинице Челябинска «Южный Урал» сильно избили болельщика местного «Трактора». По словам игравшего за СКА Константина Меньшикова, хоккеист Владимир Шибанов избил тех, кто украл значок «Мастер спорта» у Станислава Крупина.
В 1974—1978 гг. — СКА МВО (Липецк) (на 5 лет клуб был переведён в город Липецк), 1978—83 годы — СКА МВО (Москва). С 1983 по 1990 год - СКА МВО (Калинин). Затем на базе расформированного армейского клуба были созданы команды «Эгида» (1990—1992 годы), «Марс» (1992—1994 годы), «Звезда» Тверь (1994—1995 годы), с 1995 года — ТХК.
В сезоне 1996/97 ТХК приняла участие в первой лиге (зона «Центр-2»). В сезоне 1997/98 она провела в первой лиге, вторую — в высшей (такова была формула розыгрыша). В 1998—2004 годах и в сезоне 2009/10 команда выступала в высшей лиге, в 2004—2009 и 2010—2012 годах — в первой лиге (она же первенство России среди клубных команд регионов и Российская хоккейная лига).
В сезоне 2010/11 ТХК занял 2-е место в регулярном чемпионате зоны «Центр» первой лиги и 3-е место в плей-офф зоны «Центр» первой лиги. В сезоне 2011/12 в регулярном чемпионате РХЛ (первой лиги) занял 2-е место в дивизионе «Запад», стал финалистом плей-офф дивизиона «Запад» (там и там уступив воронежскому «Бурану»), а в финальном турнире РХЛ занял 3-е место, после «Бурана» и «Славутича».

В сезоне 2012/13 ТХК вышел в Высшую хоккейную лигу. В связи с этим была создана молодежная команда «Тверичи».

### ТХК вВХЛ

Первый матч в ВХЛ с участием ТХК закончился поражением 1:4 от «Ариады-Акпарс». Свою первую победу ТХК одержал по буллитам победив соседей из Клина 4:3. А уже 22 сентября ТХК одержал первую победу в основное время победив ХК ВМФ 5:2. По итогам сезона клуб не попал в плей-офф. В сезоне 2014/15 клуб стал бронзовым призёром ВХЛ. В сезоне 2015/2016 стал победителем регулярного чемпионата ВХЛ и второй раз подряд бронзовым призёром ВХЛ.
В начале сезона 2016/2017 начались финансовые трудности, к началу зимы ситуация достигла своего апогея. Существенно сократилась финансовая поддержка из бюджета области, а средства от частных инвесторов клуб так и не может найти. Заявку на сезон 2017/2018 клуб не подал ни в одну лигу, однако вышедшие из структуры клуба «Тверичи» пополнили название аббревиатурой СШОР и заявились в НМХЛ.

### Русская классика2016
В сезоне 2015/2016 команда принимала участие в «Русской классике» ВХЛ, ежегодном матче под открытым небом. 7 февраля на тверском стадионе «Химик» ТХК принимали принципиального соперника со времен РХЛ — воронежский «Буран», где уступили в дополнительное время со счетом 1:2. В середине второго периода ТХК повел в счете и уверенно контролировал игру, но за 46 секунд до конца третьего периода «Буран» забросил шайбу, которая была отменена судьёй. Тренер гостей Александр Титов принял решение увести команду со льда. Через некоторое время воронежцы вернулись на лед и сумели забросить шайбу за 11 секунд до конца, переведя матч в овертайм, где и вырвали победу. На матче присутствовало 6350 зрителей.

### Универсиада 2017
В конце 2016 года ФХР приняли решение о том что Тверской хоккейный клуб будет базовым клубом для сборной страны по хоккею с шайбой на Всемирной зимней универсиаде 2017 в г. Алматы. Команда под руководством тренерского штаба клуба во главе с Владиславом Анатольевичем Хромых выиграла золотые медали, одолев в финале хозяев универсиады сборную Казахстана.

## Известные игроки
Среди наиболее титулованных игроков, выступавших за ТХК (без учёта клубов-предшественников) — Александр Ерёменко, Денис Кокарев, Илья Никулин, Егор Подомацкий, Александр Радулов, Алексей Терещенко, Денис Денисов, Александр Кутузов, Дмитрий Арсеньев, Андрей Прудников, Никита Гусев.
Список выступавших за клуб игроков, о которых есть статьи в русской Википедии, см. здесь

## Достижения
- Бронзовый призёр РХЛ (зона «Центр»)-2011
- Серебряный призёр РХЛ (зона «Запад»)-2012
- Бронзовый призёр регулярного чемпионата ВХЛ — 2014/2015
- Победитель регулярного чемпионата ВХЛ — 2015/2016.